# 레니에 3세
레니에 3세(프랑스어: Rainier III de Monaco, 이탈리아어: Ranieri III di Monaco, 1923년 5월 31일~2005년 4월 6일)는 1949년부터 2005년 그가 사망할 때까지 모나코의 공이었다. 레니에는 거의 56년 동안 모나코 공국을 통치했다.
레니에는 모나코 대공궁에서 발랑티누아 여공작 샤를로트와 발랑티누아 공작 피에르의 아들로 태어났다. 그의 재임 기간 동안, 그는 모나코 경제의 변화를 책임졌고, 전통적인 카지노 도박 기반에서 조세 피난처이자 문화적 목적지로서의 현재의 지위로 전환했다. 레니에는 또한 주권자 통치의 권한을 제한했던 모나코 헌법의 실질적인 개혁을 조정했다.
레니에는 1956년 세계적인 미디어의 관심을 불러일으켰던 미국인 영화배우 그레이스 켈리와 결혼했다. 그들은 카롤린, 알베르, 스테파니라는 3명의 자녀를 두었다. 레니에는 잦은 흡연으로 인한 폐 감염과 관련된 합병증으로 2005년 4월에 사망했고, 그의 아들 알베르 2세가 그 뒤를 이었다.